# AZS Katowice
L’AZS Katowice est un club de handball, situé à Katowice en Pologne. 

## Palmarès
- Championnat de Pologne (1) : 1964

## campagne européenne
| Saison    | Compétition               | Lieux et date | Manche        | Club                  | Score | Club         |
| --------- | ------------------------- | ------------- | ------------- | --------------------- | ----- | ------------ |
| 1964-1965 | Coupe des clubs champions | Katowice      | Deuxième tour | Bourevestnik Tbilissi | 32-18 | AZS Katowice |

### Clubs rencontrés en Coupe d'Europe
- Bourevestnik Tbilissi